# Phyllonorycter quercus
Phyllonorycter quercus là một loài bướm đêm thuộc họ Gracillariidae. Loài này có ở Palestine và Israel.
Ấu trùng ăn Quercus coccifera. Chúng ăn lá nơi chúng làm tổ.